# アンソニー・ドリスコル＝グレノン
アンソニー・デイヴィッド・ドリスコル＝グレノン（Anthony David Driscoll-Glennon, 1999年11月26日 - ）は、イングランド・マージーサイド州ブートル出身のサッカー選手。ポジションはDF。

## クラブ経歴
6歳の時にリヴァプールFCのユースアカデミーに入団。2016年にU-18チームに昇格。2シーズンで20試合に出場したが、2018年6月にバーンリーFCと契約。2019年4月28日のマンチェスター・シティFC戦にベンチ入り。7月25日に正式にプロ契約を締結。2019-20シーズンはトップチームに登録されていたものの出場機会を得られず、2020年1月7日にEFLリーグ2 (4部リーグ)のグリムズビー・タウンFCへのローン移籍が決定。2月1日のフォレストグリーン・ローヴァーズFC戦でプロ初ゴールを記録。12試合1ゴールを記録したところでリーグ戦は中断。6月にバーンリーに復帰したものの出場なしに終わり、プレミアリーグデビューは2020-21シーズン以降に持ち越しになった。